# Distrito de Morales
El distrito de Morales es uno de los 14 que conforman la provincia de San Martín, ubicada en el departamento de San Martín en el Norte del Perú.

## Geografía
La capital se encuentra situada a 2000 m s. n. m., 3 km al norte de Tarapoto, a 6°36’15” de latitud sur y 76°10’30” de longitud oeste.
Los distritos de Tarapoto, Banda de Shilcayo y Morales forman la conurbación de ciudad de Tarapoto, capital de la provincia de San Martín, que según el censo del 2007- (218,874), cuenta con una población proyectada al 2010 de 250,044 habitantes.